# Kamienica Wikowicowska w Krakowie
Kamienica Wikowicowska  (znana także jako Kamienica Lanierowa) – zabytkowa kamienica znajdująca się w Krakowie, w dzielnicy I Stare Miasto przy ulicy Grodzkiej 29, na Starym Mieście.

## Historia kamienicy
Kamienica została wzniesiona w II połowie XIII wieku w miejscu zniwelowanego wału obronnego Okołu. Pod koniec XIV wieku była własnością Slosknechta. Pierwotnie jednotraktowa, w XV wieku została rozbudowana do typowego układu kamienicy krakowskiej z maciochem nad przechodem. Na początku XVII wieku przeszła przebudowę w stylu barokowym, z której zachowały się: portal, trzy kamienne filary międzyokienne, w tym jeden z gmerkiem złotnika D. Knipera i polichromowany strop belkowy. W latach 1628–1665 dom był własnością rodziny Lanierów. W 1720 po raz pierwszy pojawia się w źródłach nazwa Kamienica Wikowicowska. Budynek spłonął podczas wielkiego pożaru Krakowa w 1850. W 1856 został odbudowany według projektu Ignacego Hercoka jako trzypiętrowy z klasycystyczną fasadą. We wnętrzach zaprojektowany znany z ikonografii salon Lindquistów o barokowym wystroju, z licznymi antykami i obrazami. Na początku XX wieku w kamienicy znajdował się sklep jubilerski Wilhelma Krengla oraz siedziba Towarzystwa Ubezpieczeń na Życie „Resham”. 25 maja 1908 miał miejsce napad rabunkowy na sklep jubilerski, który odbił się szerokim echem w miejskiej prasie. Od 1910 budynek jest własnością komunalną.
10 marca 1966 kamienica została wpisana do rejestru zabytków. Znajduje się także w gminnej ewidencji zabytków.